# Caligula jonasii
Caligula jonasii är en fjärilsart som beskrevs av Butler 1877. Caligula jonasii ingår i släktet Caligula och familjen påfågelsspinnare. Inga underarter finns listade i Catalogue of Life.